# 미나미아자부

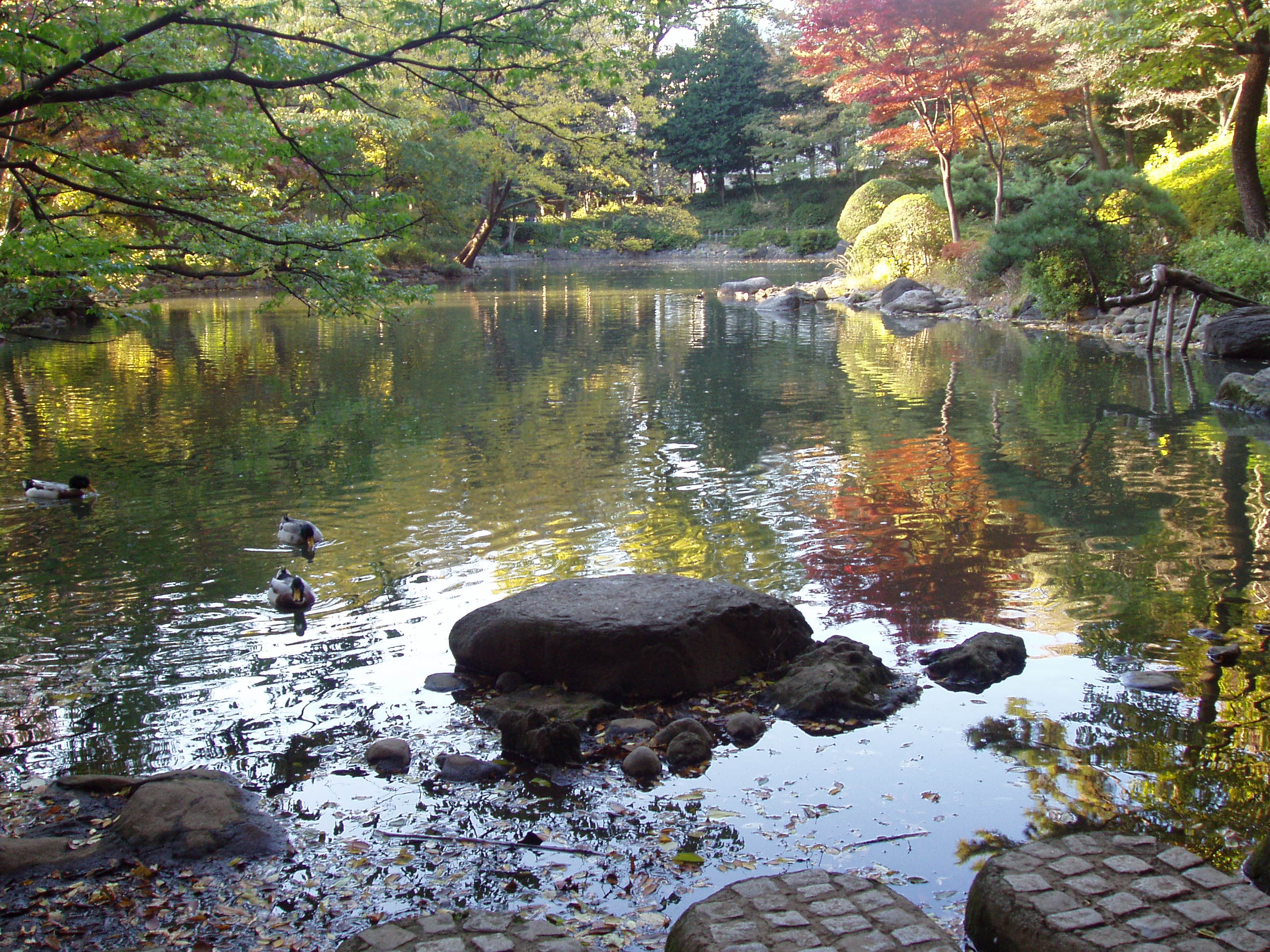
아리스가와 노미야 기념공원
(2007년 11월 23일 촬영)

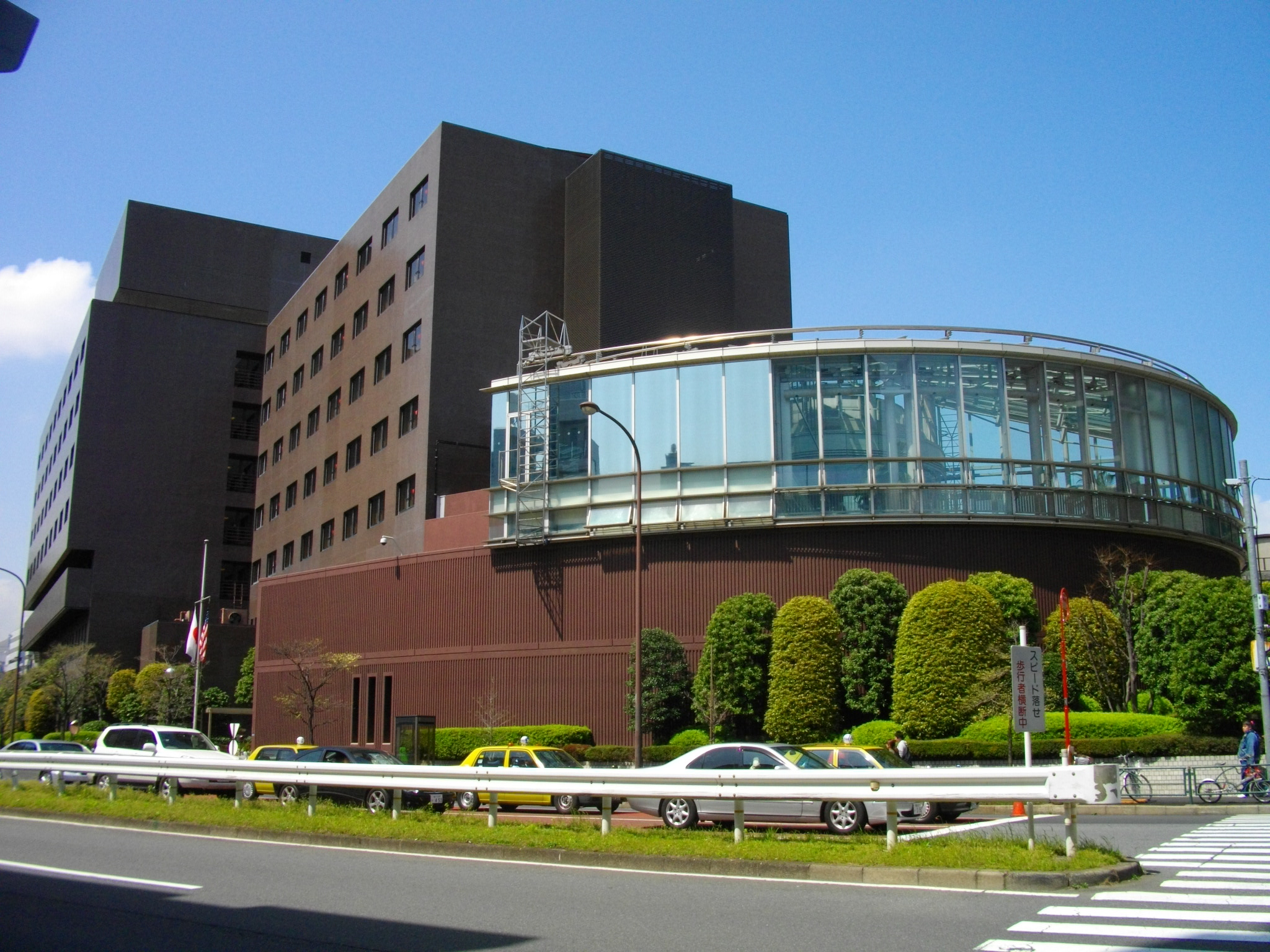
뉴산노 호텔

미나미아자부(南麻布 미나미아자부[*])는 도쿄도 미나토구에 부속된 지역이자 지명이다. 아자부지구 종합 지소 관내에 해당되며, 현재의 행정 지명상 미나미아자부는 1초메에서 5초메까지 이른다. 다만 우편번호는 106-0047로, 시바 우편국 관할로 속하며, 주일본 대한민국 대사관이 위치하고 있는 지역이다.

## 지리
대체적으로 미나토구의 서쪽 지역에 위치하고 있다. 북쪽에는 니시아자부를, 북동부에는 모토아자부와 아자부주반을, 동쪽에는 미타를, 남쪽에는 시부야구 에비스를, 서쪽에는 시부야구 히로오와 인접되어 있다. 또한 언덕이 많이 보이는 특징을 가지고 있으며, 센다이자카, 기노시타자카, 호조자카 (뎃포자카), 아오키자카, 후지미자카, 난부자카 등의 흔적이 남아 있다.

## 지명 유래
해당 정명으로는 옛 아자부구 남쪽 일대를 이룬 것으로 유래하고 있다.

## 변천사
1966년 4월 1일부로 미나미아자부 1~5초메가 신설되었고 이전에는 아자부혼무라초의 일부, 아자부히가시초, 아자부다케야초, 아자부신보리초, 아자부후지미초, 아자부히로오초, 아자부모리오카초, 아자부신히로오초 1~3 등을 묶어 개편된 것으로 보인다.

## 세대수 및 인구
2019년(레이와 원년) 9월 1일을 기준으로 통계 추이 수치상 세대수 및 인구는 아래와 같다.
| 초메(丁目)         | 가구수    | 인구     |
| ------------------ | --------- | -------- |
| 미나미아자부 1초메 | 2,575세대 | 4,275명  |
| 미나미아자부 2초메 | 2,552세대 | 4,100명  |
| 미나미아자부 3초메 | 1,750세대 | 3,211명  |
| 미나미아자부 4초메 | 1,904세대 | 3,567명  |
| 미나미아자부 5초메 | 1,086세대 | 2,197명  |
| 합계               | 9,867세대 | 17,350명 |

## 교통

### 철도
- 도쿄 지하철
  - 난보쿠선 아자부주반역 (역 번호 N-04) 1번 출구 하차
  - 히비야선 히로오역 (역 번호 H-03) 5번 출구 하차
- 도에이 지하철
  - 오에도선 아자부주반역 (역 번호 E-22) 7번 출구 하차

### 버스
- 도에이 버스

### 도로
- 도쿄도도 제415호선
- 도쿄도도 제416호선
- 도쿄도도 제418호선

## 시설

### 미나미아자부 1초메
- 주일본 대한민국 대사관 - 센다이자카를 사이에 두고 젠후쿠지(일본어판)가 위치해 있다.
- 한국중앙회관 - 재일본대한민국민단 본부

### 미나미아자부 2초메
- 후루카와교 - 후루카와바시 교차로가 있으며, 시로카네타카나와역이 인근에 있음.
- 후루카와바시 병원 - 상동
- 도쿄 인터내셔널 스쿨 - 상동

### 미나미아자부 3초메
- 주일본 이란 대사관
- 주일본 핀란드 대사관

### 미나미아자부 4초메
- 덴겐지(일본어판) - 덴겐지바시 교차로에 있음.
- 덴겐지 출입구(일본어판) - 수도고속도로 2호선 메구로 선의 출입구
- 뉴산노 호텔(일본어판)
- 주일본 프랑스 대사관
- 주일 중국 대사관 별관
- 주일본 독일 대사관
- 주일본 파키스탄 대사관
- 주일본 유럽 연합 대표부
  - 주일본 키프로스 대사관
- 히로오이나리 신사(일본어판)

### 미나미아자부 5초메
- 아리스가와 노미야 기념공원(일본어판, 중국어판)
- 도쿄 론 테니스 클럽(일본어판)
- 히로오역
- 주일본 스위스 대사관
- 주일본 노르웨이 대사관